# NGC 4672
NGC 4672 é uma galáxia espiral (Sa) localizada na direcção da constelação de Centaurus. Possui uma declinação de -41° 42' 21" e uma ascensão recta de 12 horas, 46 minutos e 15,6 segundos.
A galáxia NGC 4672 foi descoberta em 8 de Junho de 1834 por John Herschel.